# Sijunjung
Sijunjung is een regentschap in de provincie West-Sumatra op het eiland Sumatra, Indonesië. Het regentschap heeft 178.204 inwoners (2004) en heeft een oppervlakte van 3130 km². De hoofdstad van Sijunjung is Muaro Sijunjung. Het regentschap maakte vroeger deel uit van het regentschap Sawahlunto, dat nu een eigen stadsgemeente is. In 2004 is het regentschap Dharmasraya van Sijunjung afgesplitst (dat toen nog Sawahlunto Sijunjung heette). In 2008 is de naam Sawahlunto Sijunjung of Sawahlunto/Sijunjung officieel veranderd in Sijunjung.
Het regentschap grenst in het noorden aan het regentschap Tanah Datar, in het oosten aan de provincie Riau, in het zuiden aan het regentschap Dharmasraya en in het westen aan het regentschap Solok.
Sijunjung is onderverdeeld in 8 onderdistricten (kecamatan):
- IV Nagari
- Kamang Baru
- Koto VII
- Kupitan
- Lubuk Tarok
- Sijunjung
- Sumpur Kudus
- Tanjung Gadang